# Charles de Pindray
El marqués Charles de Pindray o Charles Pindray fue un aventurero francés que creó una colonia francesa en Sonora, México. Murió en 1852.

## Juventud en París
Charles de Pindray pertenece a una familia noble de Poitou, Francia. Sus actividades mientras estuvo en Francia han quedado en la oscuridad. Al parecer perteneció a un grupo de jóvenes nobles empobrecidos que falsificaban dinero. Huyendo de la policía y de la Revolución de 1848, partió de Francia hacia la costa este de los Estados Unidos.
En 1849 decidió ir al oeste, no sin formar una caravana de colonos con el fin de conquistar las tierras occidentales. Durante la travesía sus talentos como cazador salvaron a su caravana de morir de hambre. Una vez en San Francisco decidió continuar esta actividad y vivir de la caza. Recorrió Sonora y el condado de San Rafael cazando osos y alces infatigablemente. Ninguno de sus empleados lograba durar más de una semana bajo sus órdenes dada la dificultad del trabajo.

## Retrato de Pindray
Pindray adquirió un considerable renombre, especialmente entre la chusma local. Pindray frecuentaba asiduamente las casas de apuestas y las casas de mala nota de San Francisco. Su alta estatura y su estilizada vestimenta causaban sensación; se vestía a la manera de un mosquetero, con largas botas de cuero y un gran sombrero de fieltro, con trofeos de caza pendientes del cuello y llegaba muchas veces en una carreta cargada con los restos de algún oso. También andaba armado de pistolas o de un fusil de caza, los que traía en su costado. Pronto el precio de la piel y la carne disminuyó demasiado, así que renunció a la caza y se convirtió en el administrador de un propietario de ganado. Pindray dirigía las cabezas de ganado a través del California y hasta la Bahía de Humboldt.

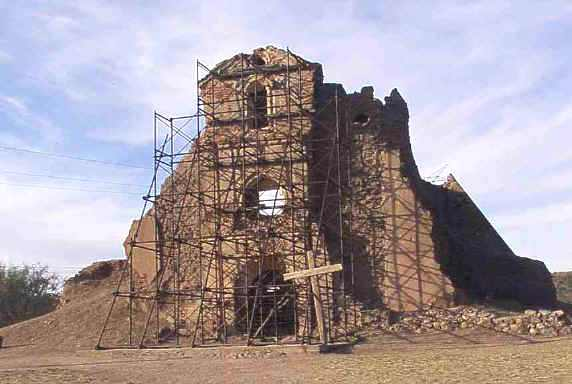
Misión de Cocóspera.

## Su colonia francesa en Sonora
En esta época corría el rumor de que en Sonora existían yacimientos de metales preciosos superiores a los de California. Pindray reunió alrededor de 88 franceses de San Francisco y se embarcó con rumbo a México. Llegó a Guaymas en diciembre de 1851. Pindray y sus hombres fueron bien recibidos por los locales, quienes los abastecieron de víveres y material. Los franceses se instalaron cerca de Cocóspera y pronto otros franceses se les unieron allí. La colonia contaba con cerca de 150 miembros. Construyeron una granja y posteriormente comenzaron a explotar las minas.

## Muerte
La colonia contuvo a los apaches de la región y a cambio de esto el gobierno mexicano prometió abastecerles las necesidades básicas, mas estas promesas no fueron respetadas. Enfrentados con la hambruna, grandes números de colonos dejan Cocóspera. Al final no quedaba sino un grupo de cuarenta franceses. El 5 de junio de 1852, Charles de Pindray fue encontrado muerto en su tienda de campaña con un balazo en la frente. Nunca se supo si se trató de un asesinato o de un suicidio.
Los últimos colonos de Cocóspera se unirían más tarde a la expedición del conde Gaston de Raousset-Boulbon.